# Buenos Aires ePrix 2017
Der Buenos Aires ePrix 2017 (offiziell: 2017 FIA Formula E Buenos Aires ePrix) fand am 18. Februar auf der Formel-E-Rennstrecke Buenos Aires in Buenos Aires statt und war das dritte Rennen der FIA-Formel-E-Meisterschaft 2016/17. Es handelte sich um den dritten Buenos Aires ePrix.

## Bericht

### Hintergrund
Nach dem Marrakesch ePrix führte Sébastien Buemi in der Fahrerwertung mit 22 Punkten vor Lucas di Grassi und mit 26 Punkten vor Nicolas Prost. In der Teamwertung hatte Renault e.dams 38 Punkte Vorsprung auf die punktgleichen Teams ABT Schaeffler Audi Sport und Mahindra Racing.
Die Rundenanzahl erhöhte sich von 35 auf 37, damit stieg die Renndistanz von 86,200 km auf 91,195 km.
Mit Sam Bird und António Félix da Costa traten zwei ehemalige Sieger zu dem Rennen an.
Daniel Abt, Buemi und di Grassi erhielten einen sogenannten FanBoost, sie durften die Leistung ihres zweiten Fahrzeugs einmal auf bis zu 200 kW erhöhen und so bis zu 100 Kilojoule Energie zusätzlich verwenden. Buemi und di Grassi erhielten den dritten FanBoost im dritten Saisonrennen und den jeweils zehnten in der FIA-Formel-E-Meisterschaft, für Abt war es der zweite FanBoost in Folge.

### Training
Im ersten freien Training fuhr José María López mit einer Rundenzeit von 1:09,431 Minuten vor Jean-Éric Vergne und Mitch Evans. Das Training musste nach einem Unfall von Félix da Costa unterbrochen werden. Nachdem Félix da Costa wegen technischen Problemen kurz vor Ende des Trainings auf der Strecke stehenblieb, wurde das Training abgebrochen.
Im zweiten freien Training war Bird in 1:08,792 Minuten Schnellster vor Felix Rosenqvist und di Grassi. Das Training wurde einmal unterbrochen, da Loïc Duval ein Vorderrad an seinem Fahrzeug verlor.

### Qualifying
Das Qualifying begann um 12:00 Uhr und fand in vier Gruppen zu je fünf Fahrern statt, jede Gruppe hatte sechs Minuten Zeit, in der die Piloten maximal eine gezeitete Runde mit einer Leistung 170 kW und anschließend maximal eine gezeitete Runde mit einer Leistung von 200 kW fahren durften. Maro Engel, López und Ma Qinghua blieben hinter der 110-Prozent-Zeit qualifizierten sich nicht für den ePrix. Vergne war mit einer Rundenzeit von 1:08,751 Minuten Schnellster.
Die fünf schnellsten Fahrer fuhren anschließend im Superpole genannten Einzelzeitfahren die ersten fünf Positionen aus. Di Grassi sicherte sich mit einer Rundenzeit von 1:09,404 Minuten die Pole-Position und damit drei Punkte. Die weiteren Positionen belegten Vergne, Buemi, Oliver Turvey und Nelson Piquet jr. Es war die erste Pole-Position für di Grassi.
Engel, López und Ma wurde der Start zum Rennen erlaubt, da sie im zweiten freien Training ausreichend schnell gewese waren. Sie starteten am Ende des Feldes, für die Reihenfolge ihrer Startpositionen waren die Rundenzeiten, die sie im zweiten freien Training erzielt hatten, maßgeblich.

### Rennen
Das Rennen ging über 37 Runden.
Beim Start blieben die Positionen an der Spitze unverändert. Adam Carroll blieb beim Start stehen, sein Jaguar musste von Marshals von der Strecke geschoben werden. Die Rennleitung rief daher eine Full Course Yellow aus. Di Grassi führte vor Vergne, Buemi, Turvey, Piquet, Rosenqvist, Prost, Jérôme D’Ambrosio, Bird und Evans. Carroll nahm das Rennen auf, als die Spitze des Feldes auf die Start-Ziel-Geraden fuhr. Da er sich dabei nicht an die Geschwindigkeitsbegrenzung von 50 km/h hielt, wurde gegen ihn eine Durchfahrtstrafe ausgesprochen. Das Rennen wurde in der zweiten Runde wieder freigegeben.
Bird griff D’Ambrosio auf der Außenbahn in Kurve fünf an, der sich jedoch verteidigte. Beim Herausbeschleunigen aus der Kurve berührte Bird mit dem linken Hinterrad die Streckenbegrenzung, dabei beschädigte er sich die Radaufhängung und verlor mehrere Positionen, er fuhr zunächst jedoch weiter. Evans überholte D’Ambrosio zu Beginn der dritten Runde, im weiteren Verlauf der Runde ging Vergne an di Grassi vorbei und übernahm die Führung. Noch in der gleichen Runde ging auch Buemi an di Grassi vorbei.
Di Grassi schaffte es nicht, das Tempo von Vergne und Buemi mitzugehen. Prost überholte nacheinander Rosenqvist und Piquet und lag somit auf dem fünften Platz. Buemi setzte Vergne unter Druck und überholte ihn in der sechsten Runde, in der gleichen Runde ging auch Turvey an di Grassi vorbei. In der achten Runde fuhr Bird als erster Pilot zum Fahrzeugwechsel, sein Fahrzeug war nach dem Bruch der Radaufhängung nun nicht mehr fahrbar.
In der zwölften Runde überholte Prost di Grassi. Eine Runde später wurde Engel langsamer, die Rennleitung zeigte ihm die Spiegelei-Flagge. Er fuhr ebenfalls zum Fahrzeugwechsel an die Box.
In Runde 19 fuhren mit Turvey, Evans und Loïc Duval die ersten Piloten zum planmäßigen Fahrzeugwechsel an die Box, die Mindestzeit für den Fahrzeugwechsel betrug 55 Sekunden. Eine Runde später wechselten bis auf Rosenqvist, Nick Heidfeld und Carroll, die in Runde 21 wechselten, alle übrigen Fahrer ihr Fahrzeug. Di Grassi verließ dabei seine Box, unmittelbar bevor Piquet daran vorbeifuhr. Die Rennkommissare verwarnten di Grassi wegen einer unsafe release, da die Boxengasse unmittelbar vor der Box von di Grassi jedoch eine Kurve machte und di Grassi Piquet somit nicht hatte sehen können, sahen sie von einer höheren Strafe gegen di Grassi ab. Bei Rosenqvist gab es technische Probleme mit dem zweiten Fahrzeug, so dass er eine Runde verlor.
Nach den Fahrzeugwechseln führte Buemi vor Vergne, Prost, di Grassi, Piquet, Turvey, Evans, Duval, D’Ambrosio und Abt.
In der 24. Runde überholte di Grassi Prost und lag nun auf dem dritten Platz. Evans, der nach seinem frühen Fahrzeugwechsel über weniger Energie verfügte, musste Duval und D’Ambrosio passieren lassen, zudem erhielt er eine Fünf-Sekunden-Zeitstrafe, da er bei der Full Course Yellow zu schnell gefahren war. Bird fuhr die bis dahin schnellste Runde des Rennens.
Heidfeld überholte nacheinander López, Stéphane Sarrazin und Robin Frijns, erhielt dann aber eine Durchfahrtstrafe, weil er die Mindestzeit beim Boxenstopp um rund 0,4 Sekunden unterschritten hatte. Er fiel auf Platz 15 zurück. D’Ambrosio überholte Duval und lag nun auf dem siebten Platz. Auch López ging nacheinander an Sarrazin und Frijns vorbei. Rosenqvist fuhr zu diesem Zeitpunkt die schnellste Runde des Rennens.
In der 36. Runde überholte Abt Evans und anschließend Turvey. Duval duellierte sich eine ganze Runde lang mit D’Ambrosio und ging erneut an diesem vorbei. Dieser Zweikampf kostete beiden Dragon-Piloten jedoch Zeit, so dass der zuvor mehr als drei Sekunden hinter den beiden liegende Abt in der letzten Runde aufschloss und kurz vor dem Ziel noch D’Ambrosio überholte. Bird versuchte ein weiteres Mal, die schnellste Runde zu erzielen, dabei verbremste er sich und schlug in die Streckenbegrenzung ein.
Buemi gewann vor Vergne und di Grassi. Es war der dritte Sieg im dritten Rennen für Buemi, der als erster Fahrer in der FIA-Formel-E-Meisterschaft drei Rennen in Folge gewann. Vergne erzielte die erste und di Grassi die zweite Podiumsplatzierung der Saison. Die restlichen Punkteplatzierungen belegten Prost, Piquet, Duval, Abt, D’Ambrosio, Turvey und López. Der Punkt für die schnellste Rennrunde ging an Rosenqvist.
Buemi baute somit seinen Vorsprung in der Gesamtwertung auf di Grassi und Prost aus. Auch in der Teamwertung vergrößerte Renault.edams seinen Vorsprung auf ABT Schaeffler Audi Sport und Mahindra Racing.

## Meldeliste
Alle Teams und Fahrer verwendeten Reifen von Michelin.
| Team                            | Fahrzeug            | Nr. | Fahrer                 |
| ------------------------------- | ------------------- | --- | ---------------------- |
| Renault e.dams                  | Renault Z.E.16      | 08  | Nicolas Prost          |
| Renault e.dams                  | Renault Z.E.16      | 09  | Sébastien Buemi        |
| ABT Schaeffler Audi Sport       | ABT Schaeffler FE02 | 11  | Lucas di Grassi        |
| ABT Schaeffler Audi Sport       | ABT Schaeffler FE02 | 66  | Daniel Abt             |
| DS Virgin Racing Formula E Team | Virgin DSV-02       | 02  | Sam Bird               |
| DS Virgin Racing Formula E Team | Virgin DSV-02       | 37  | José María López       |
| Faraday Future Dragon Racing    | Penske 701-EV       | 06  | Loïc Duval             |
| Faraday Future Dragon Racing    | Penske 701-EV       | 07  | Jérôme D’Ambrosio      |
| Mahindra Racing Formula E Team  | Mahindra M3ELECTRO  | 19  | Felix Rosenqvist       |
| Mahindra Racing Formula E Team  | Mahindra M3ELECTRO  | 23  | Nick Heidfeld          |
| Venturi Formula E Team          | Venturi VM200-FE-02 | 04  | Stéphane Sarrazin      |
| Venturi Formula E Team          | Venturi VM200-FE-02 | 05  | Maro Engel             |
| Andretti Formula E              | Andretti ATEC-02    | 27  | Robin Frijns           |
| Andretti Formula E              | Andretti ATEC-02    | 28  | António Félix da Costa |
| Techeetah                       | Renault Z.E.16      | 25  | Jean-Éric Vergne       |
| Techeetah                       | Renault Z.E.16      | 33  | Ma Qinghua             |
| NextEV NIO                      | NextEV 700R         | 03  | Nelson Piquet jr.      |
| NextEV NIO                      | NextEV 700R         | 88  | Oliver Turvey          |
| Panasonic Jaguar Racing         | Jaguar I-Type 1     | 20  | Mitch Evans            |
| Panasonic Jaguar Racing         | Jaguar I-Type 1     | 47  | Adam Carroll           |

## Klassifikationen

### Qualifying
| Pos.                                                                   | Fahrer                 | Team                            | Zeit     | Superpole | Start |
| ---------------------------------------------------------------------- | ---------------------- | ------------------------------- | -------- | --------- | ----- |
| 01                                                                     | Lucas di Grassi        | ABT Schaeffler Audi Sport       | 1:09,084 | 1:09,404  | 01    |
| 02                                                                     | Jean-Éric Vergne       | Techeetah                       | 1:08,751 | 1:09,598  | 02    |
| 03                                                                     | Sébastien Buemi        | Renault e.dams                  | 1:09,018 | 1:09,825  | 03    |
| 04                                                                     | Oliver Turvey          | NextEV NIO                      | 1:09,314 | 1:10,075  | 04    |
| 05                                                                     | Nelson Piquet jr.      | NextEV NIO                      | 1:09,383 | 1:11,274  | 05    |
| 06                                                                     | Nicolas Prost          | Renault e.dams                  | 1:09,442 | –         | 06    |
| 07                                                                     | Mitch Evans            | Panasonic Jaguar Racing         | 1:09,505 | –         | 07    |
| 08                                                                     | Felix Rosenqvist       | Mahindra Racing Formula E Team  | 1:09,681 | –         | 08    |
| 09                                                                     | Jérôme D’Ambrosio      | Faraday Future Dragon Racing    | 1:09,697 | –         | 09    |
| 10                                                                     | Sam Bird               | DS Virgin Racing Formula E Team | 1:09,839 | –         | 10    |
| 11                                                                     | Stéphane Sarrazin      | Venturi Formula E Team          | 1:10,100 | –         | 11    |
| 12                                                                     | Nick Heidfeld          | Mahindra Racing Formula E Team  | 1:10,152 | –         | 12    |
| 13                                                                     | Robin Frijns           | Andretti Formula E              | 1:10,172 | –         | 13    |
| 14                                                                     | Loïc Duval             | Faraday Future Dragon Racing    | 1:10,257 | –         | 14    |
| 15                                                                     | Adam Carroll           | Panasonic Jaguar Racing         | 1:10,946 | –         | 15    |
| 16                                                                     | Daniel Abt             | ABT Schaeffler Audi Sport       | 1:13,284 | –         | 16    |
| 17                                                                     | António Félix da Costa | Andretti Formula E              | 1:13,326 | –         | 17    |
| 110-Prozent-Zeit: 1:15,626 min (bezogen auf Bestzeit von 1:08,751 min) |                        |                                 |          |           |       |
| 18                                                                     | José María López       | DS Virgin Racing Formula E Team | 1:16,760 | –         | 20    |
| 19                                                                     | Ma Qinghua             | Techeetah                       | 1:22,405 | –         | 19    |
| 20                                                                     | Maro Engel             | Venturi Formula E Team          | 1:44,239 | –         | 18    |

Anmerkungen
1. ↑  Obwohl er sich nicht qualifiziert hatte, durfte López starten, da er im freien Training ausreichend schnell gewesen war.
2. ↑  Obwohl er sich nicht qualifiziert hatte, durfte Qinghua starten, da er im freien Training ausreichend schnell gewesen war.
3. ↑  Obwohl er sich nicht qualifiziert hatte, durfte Engel starten, da er im freien Training ausreichend schnell gewesen war.

### Rennen
| Pos. | Fahrer                 | Team                            | Runden | Zeit        | Start | Schnellste Runde |
| ---- | ---------------------- | ------------------------------- | ------ | ----------- | ----- | ---------------- |
| 01   | Sébastien Buemi        | Renault e.dams                  | 37     | 45:45,623   | 03    | 1:11,058 (33.)   |
| 02   | Jean-Éric Vergne       | Techeetah                       | 37     | + 2,996     | 02    | 1:10,832 (27.)   |
| 03   | Lucas di Grassi        | ABT Schaeffler Audi Sport       | 37     | + 6,921     | 01    | 1:10,744 (24.)   |
| 04   | Nicolas Prost          | Renault e.dams                  | 37     | + 8,065     | 06    | 1:11,130 (22.)   |
| 05   | Nelson Piquet jr.      | NextEV NIO                      | 37     | + 9,770     | 05    | 1:10,994 (33.)   |
| 06   | Loïc Duval             | Faraday Future Dragon Racing    | 37     | + 35,103    | 14    | 1:11,850 (30.)   |
| 07   | Daniel Abt             | ABT Schaeffler Audi Sport       | 37     | + 35,801    | 16    | 1:11,831 (32.)   |
| 08   | Jérôme D’Ambrosio      | Faraday Future Dragon Racing    | 37     | + 36,335    | 09    | 1:11,512 (29.)   |
| 09   | Oliver Turvey          | NextEV NIO                      | 37     | + 37,111    | 04    | 1:12,076 (15.)   |
| 10   | José María López       | DS Virgin Racing Formula E Team | 37     | + 38,206    | 20    | 1:10,893 (21.)   |
| 11   | António Félix da Costa | Andretti Formula E              | 37     | + 43,740    | 17    | 1:11,407 (28.)   |
| 12   | Stéphane Sarrazin      | Venturi Formula E Team          | 37     | + 44,243    | 11    | 1:11,560 (32.)   |
| 13   | Mitch Evans            | Panasonic Jaguar Racing         | 37     | + 44,918    | 07    | 1:12,062 (08.)   |
| 14   | Robin Frijns           | Andretti Formula E              | 37     | + 49,683    | 13    | 1:11,858 (23.)   |
| 15   | Nick Heidfeld          | Mahindra Racing Formula E Team  | 37     | + 51,456    | 12    | 1:10,910 (33.)   |
| 16   | Ma Qinghua             | Techeetah                       | 36     | + 1 Runde   | 19    | 1:12,358 (17.)   |
| 17   | Adam Carroll           | Panasonic Jaguar Racing         | 36     | + 1 Runde   | 15    | 1:11,730 (32.)   |
| 18   | Felix Rosenqvist       | Mahindra Racing Formula E Team  | 34     | + 3 Runden  | 08    | 1:09,467 (30.)   |
| —    | Maro Engel             | Venturi Formula E Team          | 26     | + 11 Runden | 18    | 1:10,178 (17.)   |
| —    | Sam Bird               | DS Virgin Racing Formula E Team | 20     | DNF         | 10    | 1:09,754 (12.)   |

Anmerkungen
1. ↑  Evans erhielt nachträglich eine Fünf-Sekunden-Zeitstrafe, da er während der Full Course Yellow zu schnell gefahren war.

## Meisterschaftsstände nach dem Rennen
Die ersten zehn des Rennens bekamen 25, 18, 15, 12, 10, 8, 6, 4, 2 bzw. 1 Punkt(e). Zusätzlich gab es drei Punkte für die Pole-Position und einen Punkt für die schnellste Rennrunde.

### Fahrerwertung
| Pos. | Fahrer            | Team                            | Punkte |
| ---- | ----------------- | ------------------------------- | ------ |
| 01   | Sébastien Buemi   | Renault e.dams                  | 75     |
| 02   | Lucas di Grassi   | ABT Schaeffler Audi Sport       | 46     |
| 03   | Nicolas Prost     | Renault e.dams                  | 36     |
| 04   | Jean-Éric Vergne  | Techeetah                       | 22     |
| 05   | Felix Rosenqvist  | Mahindra Racing Formula E Team  | 20     |
| 06   | Sam Bird          | DS Virgin Racing Formula E Team | 18     |
| 07   | Nick Heidfeld     | Mahindra Racing Formula E Team  | 17     |
| 08   | Daniel Abt        | ABT Schaeffler Audi Sport       | 14     |
| 09   | Nelson Piquet jr. | NextEV NIO                      | 13     |
| 10   | Oliver Turvey     | NextEV NIO                      | 12     |

| Pos. | Fahrer                 | Team                            | Punkte |
| ---- | ---------------------- | ------------------------------- | ------ |
| 11   | António Félix da Costa | Andretti Formula E              | 10     |
| 12   | Jérôme D’Ambrosio      | Faraday Future Dragon Racing    | 10     |
| 13   | Loïc Duval             | Faraday Future Dragon Racing    | 9      |
| 14   | Robin Frijns           | Andretti Formula E              | 8      |
| 15   | Maro Engel             | Venturi Formula E Team          | 2      |
| 16   | José María López       | DS Virgin Racing Formula E Team | 2      |
| 17   | Stéphane Sarrazin      | Venturi Formula E Team          | 1      |
| 18   | Adam Carroll           | Panasonic Jaguar Racing         | 0      |
| 19   | Mitch Evans            | Panasonic Jaguar Racing         | 0      |
| 20   | Qinghua Ma             | Techeetah                       | 0      |

### Teamwertung
| Pos. | Team                           | Punkte |
| ---- | ------------------------------ | ------ |
| 01   | Renault e.dams                 | 111    |
| 02   | ABT Schaeffler Audi Sport      | 60     |
| 03   | Mahindra Racing Formula E Team | 37     |
| 04   | NextEV NIO                     | 25     |
| 05   | Techeetah                      | 22     |

| Pos. | Team                            | Punkte |
| ---- | ------------------------------- | ------ |
| 06   | DS Virgin Racing Formula E Team | 20     |
| 07   | Faraday Future Dragon Racing    | 19     |
| 08   | Andretti Formula E              | 18     |
| 09   | Venturi Formula E Team          | 3      |
| 10   | Panasonic Jaguar Racing         | 0      |